# Yama Wayama
Pour les articles homonymes, voir Yamashita.
和山やま
Œuvres principales
- Captived by you
- Let's Go Karaoke !
- Hoshi dans le jardin des filles

Yama Wayama (和山やま, Wayama Yama), née le 25 janvier 1995 dans la préfecture d'Okinawa, est le pseudonyme d'une mangaka japonaise.
Après être née et avoir grandi à Okinawa, Wayama commence en tant qu'artiste manga en 2015 dans le programme manga de l'Université polytechnique de Tokyo. Après plusieurs échecs pour trouver un magazine dans lequel publier ses œuvres, elle commence à produire des dōjinshi (mangas auto-édités) qui rencontrent le succès. En 2019, son manga Captived by you est publié par Enterbrain et remporte l'année suivante le Prix culturel Osamu-Tezuka dans la catégorie « Short Work » et le prix « New Face » du Japan Media Arts Festival. Ses autres séries notables incluent Let's Go Karaoke ! et Hoshi dans le jardin des filles.

## Biographie

### Jeunesse et carrière
Wayama est née le 25 janvier 1995 dans la préfecture d'Okinawa, où elle a également grandi. Elle fréquente l'école primaire Itoman Minami et le lycée Okinawa Shogaku pour le collège et lycée. Au collège, elle commence à dessiner des illustrations au crayon de couleur inspirées des mangas shōjo qu'elle téléchargeait sur le site de blog Ameba, et en tant que lycéenne, elle commence à dessiner des mangas yaoi ou Boy's-Love (manga romantique homme-homme, abrégé en « BL ») comme passe-temps,. Elle utilise le nom de plume « Wayama » depuis le collège : d'abord « Wayama » de manière mononyme pour ses illustrations Ameba, puis Tomoyoshi Wayama (わやま ともよし) pour ses premiers mangas. Elle choisit finalement « Yama Wayama » comme nom de plume, en se basant sur son surnom de lycée « Yama-san », car elle pensait que c'était plus facile à retenir que « Tomoyoshi ».
Elle décide de poursuivre une carrière dans le manga au cours de sa dernière année de lycée, et entre au programme de manga à l'Université polytechnique de Tokyo. Cherchant à écrire des mangas sur les « choses du quotidien », Wayama commence d'abord à dessiner des seinen (mangas pour hommes), car elle pensait que josei (mangas pour femmes) ne seraient pas propices à son style. Au cours de sa deuxième année, elle propose son manga Yūtōsei no Mondai (優等生の問題) au Chiba Tetsuya Award et remporte le Newcomer's Award,,. Cette victoire conduit à la publication du manga one-shot (chapitre unique) Nagisa e Ikou (渚へいこう)  dans le numéro d'hiver 2016 du magazine seinen Weekly D Morning, son premier emploi rémunéré en tant qu'artiste manga,. Selon Wayama, les tentatives de publication d'autres œuvres avec Morning « n'ont pas fonctionné », l'auteur déclarant : « une partie de moi ne créait des mangas que pour obtenir l'approbation des éditeurs, donc j'avais totalement perdu de vue ce que je voulais dessiner »,.
Après son expérience chez Morning, Wayama cherche à créer des mangas qu'elle « aimait vraiment et avait envie de dessiner, sans écouter ce que les autres avaient à dire »,. Elle accepte un emploi dans la restauration et publie le one-shot Ushiro no Nikaidou sur la communauté en ligne Pixiv, œuvre qui deviendra un chapitre de son dōjinshi (manga auto-publié) Captived by you, qu'elle sort lors de la convention COMITIA en février 2019. Un éditeur du magazine manga Monthly Comic Beam licencie le doujinshi pour le publier sous forme de livre, publié en août de la même année. Le manga est un succès critique et commercial important, vendant trois tirages en un mois, et remportant le Prix culturel Osamu-Tezuka dans la catégorie Short Work et le New Face Award aux Japan Media Arts Festival.
Son manga suivant, Let's Go Karaoke ! (カラオケ行こ!, Karaoke iko!), est également publié sous forme de doujinshi avant d'être licencié par Kadokawa pour publication. Le premier manga en série de Wayama, Hoshi dans le jardin des filles, commence sa sérialisation dans le magazine manga de type josei Feel Young en janvier 2020.

## Styles et influences
Wayama crée principalement des mangas de tranches de vie, déclarant qu'elle « essaie de garder une énergie globalement douce » dans son travail. Elle cite les artistes manga Usamaru Furuya, Eiji Nonaka, Junji Itō et Makoto Kobayashi comme ses quatre principales influences. Elle cite Furuya comme son influence la plus significative, déclarant qu'après avoir lu sa série Litchi Hikari Club au lycée, elle dessine son premier manga amateur en imitant son style artistique ; Furuya a également influencé son orientation vers les garçons d'âge primaire et secondaire comme sujets principaux de ses mangas. Nonaka a influencé son style de « manga drôle associé à des illustrations sérieuses », tandis que Kobayashi a influencé la manière dont elle dessine les filles. Bien que l'horreur psychologique d'Ito ne se reflète pas ouvertement dans le manga de Wayama, elle a déclaré qu'elle souhaiterait un jour dessiner des mangas d'horreur,.
Ses influences antérieures incluent Boku to Issho de Minoru Furuya, le premier manga qu'elle ait jamais lu et son préféré dans l'ensemble, ainsi que des œuvres que lui ont fait découvrir ses frères et sœurs aînés lorsqu'elle était enfant : Urusei Yatsura de Rumiko Takahashi et les œuvres d'Aya Nakahara dans le Margaret de sa sœur aînée, et Doraemon de Fujiko Fujio et Yu-Gi-Oh! de Kazuki Takahashi par son frère aîné. Les films japonais ont également une influence sur Wayama, en particulier le « développement des personnages et l'humour chaleureux » des œuvres de Shinobu Yaguchi.
Les relations intimes entre hommes sont un motif récurrent dans les œuvres de Wayama, le journaliste Atsushi Takayama décrivant son manga comme décrivant « des relations brillantes entre hommes qui vont au-delà de l'amitié, mais pas tout à fait jusqu'à la romance ». Wayama reconnaît l'influence du genre Boys' Love (BL) sur son travail, déclarant : « Je dessine certaines choses avec du BL en tête et d'autres sans. J'en ai une image claire dans ma tête, mais je veux laisser chaque lecteur interpréter et apprécier mon travail comme il l'entend ».

## Œuvres
- Yūtōsei no Mondai (優等生の問題?) (paru sur Moae, 2015)[8]
- Nagisa e Ikou (渚へいこう?) (paru dans le Weekly D Morning, 2016)[1]
- Captived by you (夢中さ、きみに。, Muchū sa, kimi ni.?) (auto-publié, 2019 ; publié par Enterbrain, 2019)
- Let's Go Karaoke ! (カラオケ行こ!, Karaoke iko!?) (auto-publié, 2019 ; publié par Kadokawa, 2020)[7]
- Hoshi dans le jardin des filles (女の園の星, Onna no sono no hoshi?) (prépublié dans le Feel Young, 2020–présent)

## Distinctions
| Année | Œuvre nommée                    | Catégorie           | Prix                             | Résultat   | Notes | Références |
| ----- | ------------------------------- | ------------------- | -------------------------------- | ---------- | ----- | ---------- |
| 2015  | Yūtōsei no Mondai               | Newcomer Award      | Chiba Tetsuya Award              | Lauréat    |       | [ 2 ]      |
| 2020  | Captived by you                 | Women's Manga       | Kono Manga ga sugoi!             | 2e         |       | [ 9 ]      |
| 2020  | Captived by you                 | New Face Award      | Japan Media Arts Festival        | Lauréat    |       | [ 10 ]     |
| 2020  | Captived by you                 | —                   | Grand prix du manga              | 7e         |       | [ 11 ]     |
| 2020  | Captived by you                 | Short Work          | Prix culturel Osamu-Tezuka       | Lauréat    |       | [ 2 ]      |
| 2021  | Let's Go Karaoke !              | —                   | Manga Taishō                     | 3e         |       | [ 12 ]     |
| 2021  | Hoshi dans le jardin des filles | —                   | Manga Taishō                     | 7e         |       | [ 12 ]     |
| 2021  | Hoshi dans le jardin des filles | Women's Manga       | Kono Manga ga sugoi!             | 1er        |       | [ 2 ]      |
| 2021  | Let's Go Karaoke !              | Women's Manga       | Kono Manga ga sugoi!             | 5e         |       | [ 2 ]      |
| 2022  | Hoshi dans le jardin des filles | —                   | Manga Taishō                     | 4e         |       | [ 13 ]     |
| 2022  | Hoshi dans le jardin des filles | Social Impact Award | Japan Media Arts Festival Awards | Lauréat    |       | [ 14 ]     |
| 2023  | Hoshi dans le jardin des filles | —                   | Manga Taishō                     | En attente |       | [ 15 ]     |